# 952 Кая
952 Кая (952 Caia) — астероїд головного поясу, відкритий 27 жовтня 1916 року.
Тіссеранів параметр щодо Юпітера — 3,187.